# Gräskärr
Gräskärr är ett bebyggt område med ett antal villor strax öster om Uddevalla tätort. I Gräskärr har Statens institutionsstyrelse ett behandlingshem för flickor och pojkar mellan 15 och 20 år som har missbruks- och/eller kriminalitetsproblem.

### Webbkällor
- Statens institutionsstyrelse: Eken, Gräskärr